# Die einzige Frau im Orchester
Die einzige Frau im Orchester (Originaltitel The Only Girl in the Orchestra) ist ein 2023 veröffentlichter Dokumentar-Kurzfilm von Molly O’Brien, der 2025 in seiner Kategorie den Oscar gewann.

## Handlung
1966 wurde die Kontrabassistin Orin O’Brien als erste Frau von Leonard Bernstein für die New Yorker Philharmoniker engagiert. Obwohl sie das Rampenlicht nie gesucht hatte, zog O’Brien damit großes Interesse auf sich.
Mittlerweile ist Orin O’Brien 87 Jahre alt und im Ruhestand – sie blickt auf ihr bemerkenswertes Leben und ihre Karriere zurück. Ihrer Meinung nach soll man kein großes Aufhebens um sie machen, lieber ist sie Unterstützerin ihrer Familie, Studenten, Freunde und Kollegen, die sie umgeben.

## Hintergrund
Regisseurin Molly O’Brien ist die Nichte Orin O’Briens. Das Leben ihrer Tante als Künstlerin in New York und als unabhängige Frau inspirierte sie bereits in ihrer Kindheit. Ihre Hingabe, Disziplin und ihr Stil machten sie zu Mollys Vorbild. In ihrer Lebensmitte erschien auf einmal die Frage, welches Vermächtnis man hinterlassen möchte. Traditionell wird in der westlichen Kultur insbesondere die berufliche Leistung in den Vordergrund gerückt – Molly O’Brien interessierte sich jedoch insbesondere für die Aspekte, die uns tatsächlich Freude und Lebenssinn stiften. Hierfür ist ihre Tante ein Paradebeispiel, da sie für ihre beruflichen Erfolge bekannt geworden ist, das Scheinwerferlicht jedoch scheut und wahre Erfüllung in ihrer Familie und ihren Freunden findet.

## Veröffentlichung und Auszeichnungen
The Only Girl in the Orchestra wurde erstmals am 9. November 2023 auf dem Vail Film Festival aufgeführt. Im folgenden Jahr wurde der Film auch auf dem RiverRun International Film Festival und dem DOC NYC gezeigt. Am 4. Dezember 2024 folgte die weltweite Veröffentlichung bei Netflix.
Bei der Oscarverleihung 2025 wurde The Only Girl in the Orchestra als Bester Dokumentar-Kurzfilm ausgezeichnet.